# 29 avril 1936
Le mercredi 29 avril 1936 est le 120e jour de l'année 1936.

## Naissances
- Adolfo Nicolás (mort le 20 mai 2020), Supérieur général de la Société de Jésus
- Alejandra Pizarnik (morte le 25 septembre 1972), poétesse argentine
- André Rouvière (mort le 2 novembre 2015), homme politique français
- Claude Cabanes (mort le 25 août 2015), journaliste et écrivain français
- Jacob Rothschild (mort le 26 février 2024), banquier et homme politique britannique
- Lane Smith (mort le 13 juin 2005), acteur américain
- Lucilla Morlacchi (morte le 13 novembre 2014), actrice italienne
- Shigehiko Hasumi, critique de cinéma et universitaire japonais
- Volker Strassen, mathématicien allemand
- Zubin Mehta, chef d'orchestre indien

## Décès
- Élisabeth Bergeron (née le 25 mai 1851), religieuse et fondatrice de congrégation canadienne
- Floor Wibaut (né le 23 juin 1859), personnalité politique hollandaise (1859-1936)